# Cantone di Camarès
Il Cantone di Camarès era una divisione amministrativa dell'arrondissement di Millau.
A seguito della riforma approvata con decreto del 21 febbraio 2014, che ha avuto attuazione dopo le elezioni dipartimentali del 2015, è stato soppresso.

## Composizione
Comprendeva i comuni di:
- Arnac-sur-Dourdou
- Brusque
- Camarès
- Fayet
- Gissac
- Mélagues
- Montagnol
- Peux-et-Couffouleux
- Sylvanès
- Tauriac-de-Camarès